# Sen Dog
Sen Dog, właśc. Senen Reyes (ur. 20 listopada 1965 w Hawanie) – amerykański raper pochodzenia kubańskiego, członek zespołu Cypress Hill.

## Życiorys
Urodził się w 1965 na przedmieściach Hawany w bardzo biednej rodzinie. Jego rodzice opuścili wyspę, gdy Dog miał pięć lat. Wychował się wśród biedoty, jednak jego życie wolne jest od wątku gangsterskiego. Dla młodego Kubańczyka żyjącego między krajanami język angielski nie był głównym językiem, dlatego pierwsze działania artystyczne Reyes realizował w języku hiszpańskim.
Założony przez niego zespół DVX prezentował się właśnie w tym języku, a właściwie w mowie „lingo”, będącej swoistym żargonem hiszpańsko-amerykańskim. Sen Dog podkreśla swoją rolę odkrywcy tego stylu mowy, jednak Cypress Hill postawiło wyłącznie na język angielski (nie biorąc pod uwagę płyty Los Granades Exitos En Espanol, która została nagrana głównie na prośbę hiszpańskojęzycznych fanów).
Jedynym świadectwem tych wczesnych eksperymentów jest kompozycja "Latin Lingo" z debiutanckiego albumu oraz hiszpańskie frazy pojawiające się na zasadzie kontrapunktu w niektórych utworach z późniejszych płyt.